# Област Драч
Област Драч (алб. Rrethi i Durrësit, Дуреш) је једна од 36 области Албаније. Има 242.081 становника (попис из 2011), и површину од 455 km². На западу је државе, а главни град је Драч. Други значајан град је Шијак.
Обухвата општине: Дурс (Драч), Ђепаљај, Ишм, Катунд и Ри (Ново Село), Маминас, Манз, Рашбул, Сукт, Џафзотај и Шијак.